# Boresch IX. von Riesenburg der Jüngere
Boresch IX. von Riesenburg der Jüngere (auch iunior; tschechisch Boreš IX. mladší; † 1403) war ein böhmischer Adliger aus dem Geschlecht der Riesenburger.

## Leben
Gemeinsam mit seinem Bruder Boresch VII. von Riesenburg d. Ä. übernahm Boresch d. J. das Erbe ihres Vaters Boresch V. von Riesenburg und Petschau. 1387 trat er als Mitglied des Landgerichtes auf. Im gleichen Jahr verliehen beide Brüder dem Ort Petschau die Stadtrechte.
1394 lud Markgraf Jobst von Mähren führende Mitglieder des böhmischen Adels nach Prag ein, darunter Heinrich III. von Rosenberg, Heinrich III. von Neuhaus, Brenek von Fels und Schwihau, Otto von Berg, Heinrich Berka von Duba auf Hohenstein, Wilhelm von Landstein auf Lipnitz († 1398), Jan Michalec von Michalovice auf Mladá Boleslav, Boček II. von Podiebrad sowie Boresch IX. d. J. von Riesenburg. Am 5. Mai 1394 veröffentlichten sie eine Erklärung für gemeinsames Vorgehen zum Wohle des tschechischen Volkes gegen König Wenzel. Im April überfielen Boresch und Bohuslav von Schwanberg mit weiteren Landesherren die Burg Toužim und nahmen Propst Georg fest, den Boresch anschließend auf der Burg Riesenburg festhielt. Daraufhin befahl der König dem Prager Burggrafen Otto von Berg ein Heer zusammenzustellen und die Aufständischen zu bestrafen. Otto zog jedoch mit den Soldaten nicht gegen die Rebellen, sondern gegen den König. Während der Rückkehr von seiner Burg Žebrák, wurde Wenzel gefangen genommen und im Weißen Turm auf der Prager Burg inhaftiert.
Wenzel wurde gezwungen, seinen Cousin, den Markgrafen Jobst, zum Hauptmann des böhmischen Königreichs zu ernennen. Ihm schlossen sich weitere böhmische Adlige an, darunter auch Boresch. Auf die Seite des Königs schlug sich dessen jüngerer Bruder, Herzog Johann von Görlitz, der in Kuttenberg eine Armee zusammenstellte. Die Rebellen zogen sich daraufhin mit dem gefangenen König nach Südböhmen zurück. Im darauffolgenden Krieg zwischen den beiden Lagern ließ Herzog Johann die Ländereien der Rosenberger plündern und besetzte Budweis. Nach dem Friedensschluss vom 30. Juni 1394 wurde König Wenzel freigelassen.
Der Frieden währte nicht lange und Ende 1394 versammelten sich die Landesherren wieder, diesmal in Alttabor. Markgraf Jobst erhielt Unterstützung vom Meißner Markgrafen Wilhelm und dem von Verhandlungen mit seinem Bruder enttäuschten Johann von Görlitz. Die neue Koalition, an der sich auch Boresch VII. d. Ä. beteiligte, traf sich mit dem König auf dessen Burg Žebrák. Die Adligen forderten alle wichtigen Ämter für sich, um so das Land zu kontrollieren und zu verwalten. Auch dieses Friedensabkommen hielt nicht lange. Wenzel inhaftierte den Markgrafen Jobst und Boček II. von Podiebrad. Gegen andere Adlige, darunter auch die Riesenburger, sollte ein Heer aufgestellt werden, dessen Führung Bořivoj von Svinaře (Bořivoj z Svinař) übernehmen sollte.
1395 wurde Markgraf Jobst entlassen und zu Verhandlungen zugelassen, dies jedoch auf Kosten des Herzogs Johann von Görlitz. 1396 versuchte Wenzel die Lage wieder in den Griff zu bekommen und bat seinen Bruder Sigismund um Hilfe. Durch dessen Verhandlungen konnte am 2. April 1396 ein weiterer Frieden geschlossen werden, wiederum zu Gunsten der böhmischen Landesherren. Boresch wurde danach in das Hofgericht berufen.
Um seine Schulden begleichen zu können, verkaufte Boresch IX. 1398 den Familienbesitz, die Burg Riesenburg und die Stadt Dux sowie 25 weitere Ländereien an den Meißner Markgrafen Wilhelm. Da Wilhelm jedoch die geforderte Summe nicht voll aufbringen konnte, hinterließ er Boresch als Pfand die Burg Leisnig in Meißen.
In den Folgejahren konzentrierte sich Boresch schließlich auf die Verwaltung seiner restlichen Besitzungen in Westböhmen. König Sigismund soll ihm die Einnahmen aus der Stadt Taus überlassen haben. Dies weist darauf hin, dass er zu den Anhängern des neuen Königs gehörte und ihn wohl auch schon vorher finanziell unterstützt hatte. Letztmals urkundlich erwähnt wurde er 1403. Um sein Erbe und das seines Bruders wurde nach seinem Tod nicht nur innerhalb der Familie, sondern auch durch andere Adelige vor Gericht gefochten.
Seine Frau Anna von Kolditz hielt noch einige Zeit Buchau, trat jedoch später als Küchenverwalterin (magistra coquine) in die Dienste der Herzogin Elisabeth von Görlitz, einer Tochter des inzwischen verstorbenen Johann von Görlitz.